# Helena Pato
Maria Helena Martins dos Santos Pato (Mamarrosa, 19 de abril de 1939) é uma professora de matemática, militante antifascista e sindicalista portuguesa. Foi presa política durante o Estado Novo e uma das fundadoras do Movimento Democrático de Mulheres. Desde 2013 é autora da página Antifascistas da Resistência.

## Percurso
Nasceu em Mamarrosa, Oliveira do Bairro, em 1939, filha de uma professora primária e de um regente agrónomo, e cresceu em Lisboa.
Ingressou na Faculdade de Ciências da Universidade de Lisboa em 1956. Começou a sua atividade política no MUD Juvenil (Movimento de Unidade Democrática) e foi dirigente da Associação dos Estudantes da Faculdade de Ciências de Lisboa no início da década de 60. Ainda antes de acabar o curso mudou a matrícula para a Universidade de Coimbra e em 1962 seguiu para o exílio político em Paris.
Em 1960 casou com o jornalista e dirigente estudantil Alfredo Nolaes, com quem viveu em Paris e que viria a morrer de linfoma em 1965. Alfredo Nolaes foi preso pela PIDE durante a campanha eleitoral de 1958 e este foi o primeiro contacto de Helena com a polícia política.
Esteve no exílio durante 3 anos e juntou-se ao Partido Comunista Português em 1962, tendo sido militante até 1991.
Em Junho de 1967 foi presa pela PIDE pelo seu envolvimento na criação do Movimento Democrático de Mulheres. Esteve presa na cadeia de Caxias em isolamento e foi submetida à tortura do sono. Foi libertada em novembro do mesmo ano.
Em 1969 casou com José Manuel Tengarrinha, historiador e dirigente do Movimento Democrático Português/Comissão Democrática Eleitoral (MDP/CDE). Helena fez parte da campanha da CDE (Comissão Democrática Eleitoral) em 1969 e do secretariado do movimento.
Em 1970 foi colocada pela primeira vez como professora de matemática no Liceu Gil Vicente e envolve-se na criação de uma organização de professores. O marido, José Manuel Tengarrinha, foi preso pela PIDE pela última vez em 18 de abril de 1974. Helena esteve presente na libertação dos presos de Caxias no dia 27 de abril de 1974, já depois da Revolução dos Cravos. Helena Pato e José Manuel Tengarrinha tiveram dois filhos, João e Rosa, nascidos em 1970 e 1972, e separaram-se em 1983.
Helena foi professora de matemática durante 36 anos e fundadora e dirigente do Sindicato dos Professores da Grande Lisboa (SPGL). Foi uma das fundadoras do Movimento Democrático de Mulheres.
Foi dirigente do movimento cívico Não Apaguem A Memória, criado em 2006 como protesto contra a transformação da antiga sede da PIDE num condomínio de luxo. Em 2013 criou a página Antifascistas da Resistência, que junta mais de 400 biografias de pessoas que resistiram à ditadura.
Em 2019 posicionou-se contra os planos da Câmara Municipal de Santa Comba Dão para a criação do Museu Salazar.

## Obra
É autora de livros de memórias sobre a ditadura portuguesa:
- Saudação, Flausinas, Moedas e Simones (Campo das Letras, 2006)
- Já Uma Estrela Se Levanta (Tágide, 2011)
- A Noite Mais Longa de Todas as Noites (Edições Colibri, 2018)